# توماس فرنانديز
توماس فرنانديز هو لاعب كرة قدم. يلعب مع منتخب كوبا لكرة القدم. سبق له أن لعب في كأس العالم لكرة القدم مع منتخب بلاده.

## روابط خارجية
- توماس فرنانديز على موقع الاتحاد الدولي (مؤرشف)  (الإنجليزية)
- توماس فرنانديز على موقع قاعدة بيانات كرة القدم.إي يو (الإنجليزية)
- توماس فرنانديز على موقع ناشيونال فوتبول تيمز (الإنجليزية)
- توماس فرنانديز على موقع عالم كرة القدم.نت (الإنجليزية)